# پارازیت رادیویی
پارازیت یا اختلال امواج رادیو (به انگلیسی: Radio Jamming)، به امواج الکترومغناطیسی می‌گویند که با هدف اختلال در شبکه‌های رادیویی پخش می‌شوند. این امواج که معمولاً امواج کوتاه‌برد هستند، با استفاده از امواج دارای فرکانس‌های مشابه با شبکه‌های هدف، موجب اختلال در امواج اصلی می‌شوند.

## پارازیت در ایران
در ایران نصب فرستنده‌های پارازیت ماهواره‌ای برای جلوگیری از دریافت شبکه‌های تلویزیونی و رادیویی خارجی روی ماهواره‌ها توسط نیروهای سایبری سپاه پاسداران انقلاب اسلامی مورد اعتراض بعضی از نمایندگان مجلس قرار گرفته‌است. نایب رئیس کمیسیون بهداشت و درمان مجلس هشتم نیز اخیراً طی مصاحبه‌ای نسبت به تأثیر مخرب پارازیت‌های ماهواره‌ای و مخابراتی بر سلامت روان شهروندان تهرانی هشدار داد. دکتر انوشیروان محسنی بند پی در گفتگو با «روزنامه فردا» اظهار داشت: «متأسفانه بعد از انتخابات انواع پارازیت‌های مخابراتی به شدت افزایش یافته که مطمئناً برای سلامت تهرانی‌ها نگران‌کننده است، به‌ویژه که کلان‌شهر تهران با مشکلات دیگری همچون آلودگی هم روبه‌رو است.» او در این خصوص ادامه می‌دهد: «تحقیقات همچنین نشان داده که امواج پارازیت تأثیرات مخربی بر اعصاب و روان انسان نیز بر جای می‌گذارند. همچنین این امواج ممکن است در اثر تداوم، ناشنوایی مزمن را به‌همراه داشته باشد و برای افراد التهابات پوستی را به‌دنبال بیاورد.»
ابوطالب صارمی، رئیس مرکز تحقیقات سلولی با اعلام افزایش آمار سقط جنین غیرعمدی و افزایش آمار بارداری خارج رحم در ایران طی دو سال منتهی به ۱۳۹۱ گفت: «به‌نظر می‌رسد با توجه به افزایش پارازیت‌ها و امواج الکترومغناطیسی در محیط اطراف، شاهد افزایش این آمار بوده‌ایم». حسن قاضی‌زاده‌هاشمی، وزیر بهداشت درمان دولت روحانی گفته‌است که گروهی متشکل از کارشناسان وزارت ارتباطات، بهداشت، سازمان انرژی اتمی و سایر دستگاه‌های مربوطه درمورد تأثیر پخش پارازیت بر سلامت مردم تحقیق می‌کند.
ایجاد مشکل برای سازمان هواشناسی
رئیس سازمان هواشناسی ایران، اعلام کرده‌است که پارازیت‌ها میدان دید رادار تهران و برخی دیگر از شهرهای ایران را محدود کرده‌اند؛ و این موضوع را در پیش‌بینی نشدن طوفانی در خرداد ۱۳۹۳ که موجب کشته‌شدن پنج نفر در تهران شده بود مؤثر دانسته‌ است. به‌گفتهٔ پرهیزکار، سازمان تنظیم مقررات رادیویی مسئول شناسایی و رسیدگی به این موضوع است.

## اثرات بر سلامتی
تاکنون آثار پارازیت‌ها توسط مجامع معتبر علمی (در کنار امواج دکل‌های تلفن همراه که عمدتاً غیر استاندارد هستند) برای سلامتی شهروندان مورد تأیید قرار نگرفته‌ است.
طبق پژوهش جامع سازمان حفاظت از سلامت بریتانیا، شواهد مجموعاً نشان می‌دهد بودن در معرض میدان فرکانس‌های رادیویی (RF) در سطوح پایین‌تر از دستورالعمل‌های بین‌المللی اثرات سلامتی منفی ندارد. تأثیر بر الگوی‌های الکتروانسفالوگرافی محتمل است ولی به‌نحو قطعی تثبیت نشده و روشن نیست چنان اثراتی پیامدهای سلامتی منفی داشته باشند. شواهد فزاینده وجود دارد که بودن در معرض میدان فرکانس‌های رادیویی (RF) در سطوح پایین‌تر از دستورالعمل‌های بین‌المللی نشانه ای بروز نمی دهد و افراد، حتی آنهایی که فکر می‌کنند نسبت به میدان‌های رادیویی حساسند، قادر به تشخیص آن نیستند. شواهد موجود در خصوص ریسک سرطان، به خصوص در خصوص استفاده از تلفن همراه نهایی نیست، ولی در مجموع به‌طور فزاینده در جهت نبود اثرات ناشی از اشعه است. به هر روی در خصوص اثرات پس از ۱۵ سال از اولین بار در معرض این پرتوها بودن شواهد اندکی در دست است. در مجموع این گزارش نتیجه می‌گیرد که هیچ شواهد قانع کننده‌ای برای اثرات منفی تشعشعات کمتر از سطوح دستورالعمل‌های بین‌المللی بر سلامت بزرگسالان و کودکان وجود ندارد.